# Ohana
Parte della cultura hawaiana, ohana significa famiglia in senso esteso del termine, che include la relazione stretta, adottiva o intenzionale. Essa enfatizza l'idea che famiglia e amici sono uniti assieme, e che devono cooperare e ricordarsi gli uni degli altri. Il termine ha la stessa derivazione linguistica (ed il suo uso è simile) del termine māori whānau.
ʻOhana è anche il tema principale del cartone animato Disney Lilo & Stitch ("ʻOhana significa famiglia. Famiglia significa che nessuno viene abbandonato. O dimenticato").